# Alpiner Nor-Am Cup 2022/23
Der Alpine Nor-Am Cup 2022/23 begann am 30. November 2022 in Copper Mountain und endete am 28. März 2023 in Whistler Mountain. Es war die 52. Saison dieser Rennserie (beziehungsweise die 46. unter der Ägide des Internationalen Ski-Verbandes FIS), die als einer der Kontinentalcups im alpinen Skisport traditionell einen Teil des Unterbaus zum Weltcup bildet. 

## Cupwertungen

### Gesamt
| Rang | Athlet         | Punkte |
| ---- | -------------- | ------ |
| 1    | Isaiah Nelson  | 902    |
| 2    | Jack Smith     | 542    |
| 3    | Asher Jordan   | 535    |
| 4    | Justin Alkier  | 529    |
| 5    | Kyle Negomir   | 506    |
| 5    | Samuel Dupratt | 506    |
| 7    | Erik Arvidsson | 505    |
| 8    | Jimmy Krupka   | 477    |
| 9    | Jay Poulter    | 435    |
| 10   | Sam Morse      | 396    |

| Rang | Athletin         | Punkte |
| ---- | ---------------- | ------ |
| 1    | Mary Bocock      | 883    |
| 2    | Cassidy Gray     | 876    |
| 3    | Dasha Romanov    | 720    |
| 4    | Britt Richardson | 715    |
| 5    | Allie Resnick    | 631    |
| 6    | Tricia Mangan    | 530    |
| 7    | Madison Hoffman  | 523    |
| 8    | Haley Cutler     | 477    |
| 9    | Lauren Macuga    | 442    |
| 10   | Zoe Zimmermann   | 441    |

### Abfahrt
| Rang | Athlet         | Punkte |
| ---- | -------------- | ------ |
| 1    | Erik Arvidsson | 340    |
| 2    | Kyle Negomir   | 270    |
| 3    | Sam Morse      | 259    |
| 4    | Wiley Maple    | 140    |
| 5    | Jared Goldberg | 136    |

| Rang | Athletin        | Punkte |
| ---- | --------------- | ------ |
| 1    | Tricia Mangan   | 280    |
| 1    | Lauren Macuga   | 280    |
| 3    | Haley Cutler    | 196    |
| 4    | Cheyenne Brown  | 172    |
| 5    | Skylar Sheppard | 146    |

### Super-G
| Rang | Athlet         | Punkte |
| ---- | -------------- | ------ |
| 1    | Samuel Dupratt | 278    |
| 2    | Jack Smith     | 268    |
| 3    | Kyle Negomir   | 236    |
| 4    | Isaiah Nelson  | 230    |
| 5    | Tristan Lane   | 218    |

| Rang | Athletin         | Punkte |
| ---- | ---------------- | ------ |
| 1    | Mary Bocock      | 320    |
| 2    | Tricia Mangan    | 250    |
| 3    | Tatum Grosdidier | 213    |
| 4    | Kiki Alexander   | 200    |
| 4    | Haley Cutler     | 200    |

### Riesenslalom
| Rang | Athlet          | Punkte |
| ---- | --------------- | ------ |
| 1    | Asher Jordan    | 350    |
| 2    | Isaiah Nelson   | 322    |
| 3    | Liam Wallace    | 295    |
| 4    | Andrej Drukarov | 234    |
| 5    | Justin Alkier   | 210    |

| Rang | Athletin         | Punkte |
| ---- | ---------------- | ------ |
| 1    | Cassidy Gray     | 505    |
| 2    | Britt Richardson | 501    |
| 3    | Mary Bocock      | 398    |
| 4    | Madison Hoffman  | 327    |
| 5    | Elisabeth Bocock | 242    |

### Slalom
| Rang | Athlet             | Punkte |
| ---- | ------------------ | ------ |
| 1    | Reto Schmidiger    | 330    |
| 2    | Isaiah Nelson      | 269    |
| 3    | Justin Alkier      | 256    |
| 4    | Jimmy Krupka       | 242    |
| 5    | William St-Germain | 224    |

| Rang | Athletin       | Punkte |
| ---- | -------------- | ------ |
| 1    | Allie Resnick  | 701    |
| 2    | Zoe Zimmermann | 375    |
| 3    | Sara Rask      | 310    |
| 4    | Nora Brand     | 281    |
| 5    | Lila Lapanja   | 250    |

## Austragungsorte
Anmerkung: Die Tabellen gibt die ursprüngliche Planung wieder.

### Herren
| Datum                      | Ort               | Wettkämpfe                             |
| -------------------------- | ----------------- | -------------------------------------- |
| 7.–10. Dezember 2022       | Copper Mountain   | Abfahrt, Super-G                       |
| 12.–15. Dezember 2022      | Beaver Creek      | Riesenslalom, Slalom                   |
| 3.–7. Januar 2023          | Burke             | Super-G, Riesenslalom, Slalom          |
| 23. Februar 2023           | Mont Ste-Marie    | Riesenslalom                           |
| 24. Februar 2023           | Camp Fortune      | Slalom                                 |
| 27. Februar – 2. März 2023 | Mont-Tremblant    | Riesenslalom, Slalom                   |
| 23.–28. März 2023          | Whistler Mountain | Abfahrt, Super-G, Riesenslalom, Slalom |

### Frauen
| Datum                           | Ort               | Wettkämpfe                             |
| ------------------------------- | ----------------- | -------------------------------------- |
| 30. November – 9. Dezember 2022 | Copper Mountain   | Abfahrt, Super-G, Riesenslalom, Slalom |
| 3.–6. Januar 2023               | Stratton          | Riesenslalom, Slalom                   |
| 8. Januar 2023                  | Burke             | Super-G                                |
| 23. Februar 2023                | Camp Fortune      | Slalom                                 |
| 24. Februar 2023                | Mont Ste-Marie    | Riesenslalom                           |
| 27.–28. Februar 2023            | Georgian Peaks    | Riesenslalom                           |
| 1.–2. März 2023                 | Osler Bluff       | Slalom                                 |
| 23.–28. März 2023               | Whistler Mountain | Abfahrt, Super-G, Riesenslalom, Slalom |

## Podestplatzierungen Herren

### Abfahrt
| Datum      | Ort                     | 1. Platz       | 2. Platz                          | 3. Platz       |
| ---------- | ----------------------- | -------------- | --------------------------------- | -------------- |
| 07.12.2022 | Copper Mountain (USA)   | Sam Morse      | Kyle Negomir                      | Erik Arvidsson |
| 08.12.2022 | Copper Mountain (USA)   | Erik Arvidsson | Sam Morse                         | Kyle Negomir   |
| 22.03.2023 | Whistler Mountain (CAN) | Erik Arvidsson | Kyle Negomir                      | Jeffrey Read   |
| 23.03.2023 | Whistler Mountain (CAN) | Jared Goldberg | Broderick Thompson Erik Arvidsson |                |

### Super-G
| Datum      | Ort                     | 1. Platz                           | 2. Platz                           | 3. Platz                           |
| ---------- | ----------------------- | ---------------------------------- | ---------------------------------- | ---------------------------------- |
| 10.12.2022 | Copper Mountain (USA)   | Kyle Negomir                       | Samuel Dupratt                     | Sam Morse                          |
| 10.12.2022 | Copper Mountain (USA)   | Kyle Negomir                       | Samuel Dupratt                     | Erik Arvidsson                     |
| 07.01.2023 | Burke (USA)             | Isaiah Nelson                      | Jack Smith                         | Raphaël Lessard                    |
| 07.01.2023 | Burke (USA)             | Tristan Lane                       | Jack Smith                         | Andri Moser                        |
| 25.03.2023 | Whistler Mountain (CAN) | Rennen abgesagt; kein Ersatzrennen | Rennen abgesagt; kein Ersatzrennen | Rennen abgesagt; kein Ersatzrennen |
| 26.03.2023 | Whistler Mountain (CAN) | Jeffrey Read                       | Isaiah Nelson                      | Erik Arvidsson                     |

### Riesenslalom
| Datum      | Ort                     | 1. Platz                           | 2. Platz                           | 3. Platz                           |
| ---------- | ----------------------- | ---------------------------------- | ---------------------------------- | ---------------------------------- |
| 12.12.2022 | Beaver Creek (USA)      | Jacob Dilling                      | Jack Smith                         | Gustav Rosberg Vøllo               |
| 13.12.2022 | Beaver Creek (USA)      | Cooper Cornelius                   | Filip Forejtek                     | Jimmy Krupka                       |
| 05.01.2023 | Burke (USA)             | Rennen auf den 4. März verschoben  | Rennen auf den 4. März verschoben  | Rennen auf den 4. März verschoben  |
| 06.01.2023 | Burke (USA)             | Rennen auf den 5. März verschoben  | Rennen auf den 5. März verschoben  | Rennen auf den 5. März verschoben  |
| 23.02.2023 | Mont Ste-Marie (CAN)    | Isaiah Nelson                      | Andrej Drukarov                    | Justin Alkier                      |
| 27.02.2023 | Mont-Tremblant (CAN)    | Brian McLaughlin                   | Liam Wallace                       | Isaiah Nelson                      |
| 01.03.2023 | Mont-Tremblant (CAN)    | George Steffey                     | Justin Alkier                      | Liam Wallace                       |
| 04.03.2023 | Burke (USA)             | Rennen abgesagt; kein Ersatzrennen | Rennen abgesagt; kein Ersatzrennen | Rennen abgesagt; kein Ersatzrennen |
| 05.03.2023 | Burke (USA)             | Asher Jordan                       | Andrej Drukarov                    | Christian Borgnaes                 |
| 27.03.2023 | Whistler Mountain (CAN) | Isaiah Nelson                      | Asher Jordan                       | Liam Wallace                       |

### Slalom
| Datum      | Ort                     | 1. Platz         | 2. Platz         | 3. Platz           |
| ---------- | ----------------------- | ---------------- | ---------------- | ------------------ |
| 14.12.2022 | Beaver Creek (USA)      | Jimmy Krupka     | Filip Forejtek   | William St-Germain |
| 15.12.2022 | Beaver Creek (USA)      | Justin Alkier    | Filip Forejtek   | Jimmy Krupka       |
| 03.01.2023 | Burke (USA)             | Cooper Puckett   | Isaiah Nelson    | Justin Alkier      |
| 04.01.2023 | Burke (USA)             | Isaiah Nelson    | Federico Toscano | Jay Poulter        |
| 24.02.2023 | Camp Fortune (CAN)      | Reto Schmidiger  | Liam Wallace     | Isaiah Nelson      |
| 02.03.2023 | Mont-Tremblant (CAN)    | Asher Jordan     | Benjamin Ritchie | Jimmy Krupka       |
| 02.03.2023 | Mont-Tremblant (CAN)    | Declan McCormack | Tanguy Nef       | Billy Major        |
| 28.03.2023 | Whistler Mountain (CAN) | Jett Seymour     | Reto Schmidiger  | Benjamin Ritchie   |

## Podestplatzierungen Frauen

### Abfahrt
| Datum      | Ort                     | 1. Platz      | 2. Platz       | 3. Platz         |
| ---------- | ----------------------- | ------------- | -------------- | ---------------- |
| 07.12.2022 | Copper Mountain (USA)   | Tricia Mangan | Allison Mollin | Cheyenne Brown   |
| 08.12.2022 | Copper Mountain (USA)   | Tricia Mangan | Lauren Macuga  | Haley Cutler     |
| 22.03.2023 | Whistler Mountain (CAN) | Lauren Macuga | Cassidy Gray   | Britt Richardson |
| 23.03.2023 | Whistler Mountain (CAN) | Lauren Macuga | Tricia Mangan  | Mary Bocock      |

### Super-G
| Datum      | Ort                     | 1. Platz                           | 2. Platz                           | 3. Platz                           |
| ---------- | ----------------------- | ---------------------------------- | ---------------------------------- | ---------------------------------- |
| 09.12.2022 | Copper Mountain (USA)   | Kiki Alexander Sarah Bennett       |                                    | Mary Bocock                        |
| 09.12.2022 | Copper Mountain (USA)   | Kiki Alexander                     | Sarah Bennett                      | Haley Cutler                       |
| 08.01.2023 | Burke (USA)             | Tricia Mangan                      | Tatum Grosdidier                   | Mary Bocock                        |
| 08.01.2023 | Burke (USA)             | Mary Bocock                        | Tatum Grosdidier                   | Haley Cutler                       |
| 25.03.2023 | Whistler Mountain (CAN) | Rennen abgesagt; kein Ersatzrennen | Rennen abgesagt; kein Ersatzrennen | Rennen abgesagt; kein Ersatzrennen |
| 26.03.2023 | Whistler Mountain (CAN) | Mary Bocock                        | Lauren Macuga                      | Tricia Mangan                      |

### Riesenslalom
| Datum      | Ort                     | 1. Platz                          | 2. Platz                          | 3. Platz                          |
| ---------- | ----------------------- | --------------------------------- | --------------------------------- | --------------------------------- |
| 30.11.2022 | Copper Mountain (USA)   | Britt Richardson                  | Cassidy Gray                      | A J Hurt                          |
| 01.12.2022 | Copper Mountain (USA)   | Britt Richardson                  | Sara Rask                         | Kjersti Moritz                    |
| 05.01.2023 | Stratton (USA)          | Rennen auf den 5. März verschoben | Rennen auf den 5. März verschoben | Rennen auf den 5. März verschoben |
| 06.01.2023 | Stratton (USA)          | Rennen auf den 6. März verschoben | Rennen auf den 6. März verschoben | Rennen auf den 6. März verschoben |
| 24.02.2023 | Mont Ste-Marie (CAN)    | Nina O’Brien                      | Adriana Jelinkova                 | Katie Hensien                     |
| 27.02.2023 | Georgian Peaks (CAN)    | Cassidy Gray                      | Katie Hensien                     | Britt Richardson                  |
| 28.02.2023 | Georgian Peaks (CAN)    | Cassidy Gray                      | Nina O’Brien                      | Britt Richardson                  |
| 05.03.2023 | Stratton (USA)          | Mary Bocock                       | Cassidy Gray                      | Elisabeth Bocock                  |
| 06.03.2023 | Stratton (USA)          | Madison Hoffman                   | Mary Bocock                       | Elisabeth Bocock                  |
| 27.03.2023 | Whistler Mountain (CAN) | Britt Richardson                  | Madison Hoffman                   | Allie Resnick                     |

### Slalom
| Datum      | Ort                     | 1. Platz       | 2. Platz        | 3. Platz       |
| ---------- | ----------------------- | -------------- | --------------- | -------------- |
| 02.12.2022 | Copper Mountain (USA)   | Allie Resnick  | Zoe Zimmermann  | Kiki Alexander |
| 03.12.2022 | Copper Mountain (USA)   | Kiki Alexander | Sara Rask       | Zoe Zimmermann |
| 03.01.2023 | Stratton (USA)          | Sara Rask      | Nora Brand      | Allie Resnick  |
| 04.01.2023 | Stratton (USA)          | Nora Brand     | Sara Rask       | Reece Bell     |
| 23.02.2023 | Camp Fortune (CAN)      | Nina O’Brien   | Zoe Zimmermann  | Lila Lapanja   |
| 01.03.2023 | Osler Bluff (CAN)       | Ali Nullmeyer  | Madison Hoffman | Katie Hensien  |
| 02.03.2023 | Osler Bluff (CAN)       | Katie Hensien  | Madison Hoffman | Zoe Zimmermann |
| 28.03.2023 | Whistler Mountain (CAN) | Lila Lapanja   | Liv Moritz      | Dasha Romanov  |